# Пиф-паф, ты — мёртв
«Пиф-паф, ты — мёртв» (англ. Bang Bang You're Dead) — фильм режиссёра Гая Ферленда. Премьера фильма состоялась 7 июля 2002 на Международном кинофестивале в Сиэтле, в дальнейшем транслировался по телевидению и выходил на DVD.

## Сюжет
В обычной средней школе, которую несколько месяцев назад старшеклассник Тревор Адамс угрожал взорвать фальшивой бомбой, начинается новый учебный год. Теперь остальные ученики с Тревором не общаются, а сотрудники школы опасаются его, воспринимая потенциальной угрозой, а также жители города, слышавшие о его поступке, обходят стороной химчистку его отца, который из-за этого теряет всё больше клиентов.
Учитель Вэл Данкан, руководящий школьным театром, хочет поставить пьесу «Пиф-паф, ты — мёртв» и предлагает главную роль Тревору. Тревор отказывается, но когда знакомится с новенькой ученицей Дженни, играющей роль главной героини, соглашается участвовать в постановке.
Родители учеников, узнав о пьесе, сюжет которой рассказывает об ученике школы, застрелившем своих родителей и нескольких одноклассников, а также узнав об исполнителе главной роли, требуют её запретить. Руководство школы запрещает ставить пьесу.
Параллельно с репетициями пьесы, которые теперь проходят в городском театре, Тревор начинает общаться с «трогами» — группой ребят-изгоев из школы, которые «воюют» со школьными ребятами-спортсменами.
Вскоре на школьном собрании в составе представителей школы, родителей Тревора и шерифа по вопросу о видеофильме, снятом Тревором, выясняется причина, побудившая Тревора угрожать подрывом школы. Этой причиной оказываются издевательства над ним со стороны ребят-спортсменов. Также из других видеоматериалов Тревора становится очевидно, что насилию подвергаются и некоторые другие ученики школы.
Тем временем, после очередного унижения со стороны ребят-спортсменов по отношению к лидеру трогов — Шону, троги решают отомстить, расстреляв обидчиков в школьной столовой. Тревор, зная смысл пьесы, а также из-за поддержки в трудную минуту со стороны Дженни, учителя Данкана и ребят-трогов, предотвращает трагедию, остановив и поддержав Шона.

## В ролях
| Актёр           | Роль               |
| --------------- | ------------------ |
| Бен Фостер      | Тревор Адамс       |
| Том Кавана      | учитель Вэл Данкан |
| Джейн Макгрегор | Дженни Далквист    |
| Рэнди Харрисон  | Шон                |
| Джанель Молони  | Элли Милфорд       |
| Дэвид Петкау    | Бред Линч          |
| Эрик Джонсон    | Марк Кенворт       |
| Кристиан Эйр    | Курт               |
| Эрик Кинлисайд  | Боб Адамс          |
| Глайнис Дейвис  | Карен Адамс        |
| Ричард де Клерк | Джесси             |

## Награды и номинации
| Год  | Премия                          | Категория (Номинант)                                                                               | Результат |
| ---- | ------------------------------- | -------------------------------------------------------------------------------------------------- | --------- |
| 2003 | Peabody Award                   | («Пиф-паф, ты - мёртв»)                                                                            | Победа    |
| 2003 | Directors Guild of America, USA | Выдающаяся режиссура (программа для детей) (Гай Ферленд)                                           | Победа    |
| 2003 | Дневная премия Эмми             | Выдающаяся программа для детей (Уильям Мастросимоне, Норман Стефенс, Пол Хеллерман, Дебора Габлер) | Победа    |
| 2003 | Дневная премия Эмми             | Выдающаяся режиссура (программа для детей) (Гай Ферленд)                                           | Победа    |
| 2003 | Дневная премия Эмми             | Выдающаяся актёрская игра (программа для детей) (Бен Фостер)                                       | Победа    |
| 2003 | Дневная премия Эмми             | Выдающийся сценарий (программа для детей) (Уильям Мастросимоне)                                    | Победа    |
| 2003 | Дневная премия Эмми             | Выдающаяся актёрская игра (программа для детей) (Том Кавана)                                       | Номинация |
| 2002 | Nantucket Film Festival         | Лучший художественный фильм (Гай Ферленд, Уильям Мастросимоне)                                     | Победа    |